# Гімн Кірибаті
Teirake Kaini Kiribati — національний гімн Кірибаті. Автор слів та музики — Уріум Тамуера Йотеба (Urium Tamuera Ioteba). Гімн було затверджено 1979 року.

## Слова
| Варіант мовою кірибаті     | Варіант англійською мовою        | Переклад українською мовою               |
| -------------------------- | -------------------------------- | ---------------------------------------- |
| Teirake kaini Kiribati,    | Stand up, Kiribati!              | Вставай, Кірибате!                       |
| Anene ma te kakatonga,     | Sing with jubilation!            | Співайте з радістю!                      |
| Tauraoi nakon te nwioko,   | Prepare to accept responsibility | Готуйся приняти на собі відвовідальність |
| Ma ni buokia aomata.       | And to help each other!          | І допомогай іншим!                       |
| Tauaninne n te raoiroi,    | Be steadfastly righteous!        | Будь стійкою у справедливості!           |
| Tangiria aoma ta nako.     | Love all our people!             | Люби всіх наших людей!                   |
| Tauaninne n te raoiroi,    | Be steadfastly righteous!        | Будь стійкою у справедливості!           |
| Tangiria aomata.           | Love all our people!             | Люби всіх наших людей!                   |
|                            |                                  |                                          |
|                            |                                  |                                          |
| Reken te kabaia ma te rau  | The attainment of contentment    | Досягнення задоволеності                 |
| Ibuakoia kaain abara       | And peace by our people          | І миру нашими людьми                     |
| Bon reken te nano ae banin | Will be achieved when all        | Буде можливо, коли всі                   |
| Ma te i-tangitangiri naba. | Our hearts beat as one,          | Наші серця битимуться як одне,           |
| Ma ni wakina te kab'aia,   | Love one another!                | Любіть друг друга!                       |
| Ma n neboa abara.          | Promote happiness and unity!     | Сприяйте щастю та єдності!               |
| Ma ni wakina te kab'aia,   | Love one another!                | Любіть друг друга!                       |
| Ma n neboa abara.          | Promote happiness and unity!     | Сприяйте щастю та єдності!               |
|                            |                                  |                                          |
|                            |                                  |                                          |
| Ti butiko ngkoe Atuara     | We beseech You, O God,           | Ми благаємо тебе, Боже,                  |
| Kawakinira ao kairika      | To protect and lead us           | Захищати та керувати нами                |
| Nakon taai aika i maira.   | In the days to come.             | У наступні роки                          |
| Buokira ni baim ae akoi.   | Help us with Your loving hand.   | Допоможи нам Своєю люблячою рукою.       |
| Kakabaia ara Tautaeka      | Bless our Government             | Благослови наш уряд                      |
| Ma ake a makuri iai.       | And all our people!              | І всіх наших людей                       |
| Kakabaia ara Tautaeka      | Bless our Government             | Благослови наш уряд                      |
| Ma aomata ni bane.         | And all our people!              | І всіх наших людей                       |
|                            |                                  |                                          |